# Брокингтон, Блейк
Блейк Брокингтон (англ. Blake Brockington) (14 мая 1996; Чарлстон, Южная Каролина, США — 23 марта 2015; Шарлотт, Северная Каролина, США) — американский трансгендерный мужчина, самоубийство которого привлекло международное внимание. Ранее он был известен как первый открытый трансгендерный король выпускного бала в Северной Каролине, и с тех пор выступал в защиту ЛГБТ-молодежи, транс-сообщества и против полицейской жестокости.

## Биография
Брокингтон родился 14 мая 1996 года в Чарльстоне, Южная Каролина. Он переехал из Чарльстона в Шарлотт, Северная Каролина, когда ему было 12 лет.
Брокингтон был записан женщиной при рождении, но учась в десятом классе средней школы в Восточного Мекленбурга, сделал каминг-аут как трансгендерный мужчина. Его семья не поддержала его решение о переходе. Из-за этого Брокингтон решил жить в приемной семье во время своего перехода. Он выбрал имя Блейк после того, как оно ему приснилось и понравилось по своему звучанию. Брокингтон принимал тестостерон, покрываемый программой Медикейд, и планировал сделать мастэктомию, как только сможет себе это позволить.
В течение двух лет он был барабанщиком в группе средней школы Восточного Мекленбурга.
В 2014 году Брокингтон привлек к себе внимание всей страны как первый открытый трансгендерный король выпускного бала, когда он собрал большую часть денег для выбранной благотворительной компании старшей школы Восточного Мекленбурга «Материнство сквозь континенты».
После своего избрания королем выпускного бала он начал публично отстаивать проблемы трансгендерных людей и ЛГБТ-молодежи. В 2014 году он выступал на проведении Дня памяти трансгендерных людей в Шарлотте. В декабре 2014 года на площади Независимости Шарлотты он организовал акцию протеста против полицейской жестокости в отношении чернокожих. В июле 2014 года он участвовал в создании выставки «Publicly Identified: Coming Out Activist in the Queen City» в музее Левина. Брокингтон также занимался наставничеством трансгендерной молодежи. Он рассказал в 8-минутном документальном фильме «BrocKINGton», снятом в 2014 году тремя студентами Университета Илона, о том, что над ним издевались из-за того, что он был трансгендерным человеком, а также о том, что его госпитализировали из-за самоповреждений.
Он был активен в религиозном сообществе и участвовал в конференции Trans Faith and Action Network, состоявшейся в Шарлотте в августе 2014 года.
Брокингтон поступил в университет Северной Каролины в Шарлотте по специальности музыкальное образование. На момент смерти он находился в отпуске по болезни и не посещал занятия. Он заявил, что в его планы входило стать композитором.

## Смерть
Брокингтон рассказывал, что он годами страдал от депрессии и самоповреждений, а также, что ранее у него были суицидальные мысли. За два месяца до своей смерти он написал на своей странице в Tumblr: «Даже если бы мне стало лучше в голове, я бы никогда не захотел продолжать жить в таком мире». За месяц до этого он написал: «Я жду момента, когда я и моя тьма отделятся от моего тела». За неделю до своей смерти он написал: «Быть в моей голове — это все равно, что быть квотербеком, играющим против всей линии защиты». В день своей смерти он написал: «Я так устал».
Брокингтон скончался 23 марта 2015 года после столкновения с несколькими автомобилями на внешнем кольце межштатной автомагистрали 485 возле бульвара Павильон в Шарлотте. Инцидент был расценен как самоубийство и был похож на самоубийства Эша Хаффнера и Лилы Алкорн.
Брокингтон был похоронен своей семьей в Равенеле, Южная Каролина, 28 марта 2015 года.

## Реакция
В его некрологе семья Брокингтона, все еще не признавая его идентичности, использовала местоимения «она/её» и называла его по имени данном ему при рождении. Незадолго до своей смерти он рассказал СМИ, что не контактировал со многими членами своей семьи.
24 марта 2015 года, на следующий день после смерти Брокингтона, около 100 человек пришли в штаб-квартиру Time Out Youth на Норт-Дэвидсон-стрит, где Брокингтон был клиентом, чтобы поддержать друг друга.
28 марта 2015 года Southerners On New Ground провели поминальную службу по Брокингтону в Дареме.
Три десятка членов общины Шарлотты посетили поминальную службу по Брокингтону, состоявшуюся 29 марта 2015 года в Общинной церкви Sacred Souls. Родни Маккензи, руководитель по религиозной работе национальной рабочей группы по проблемам геев и лесбиянок, приехал из Нью-Йорка, чтобы присутствовать на службе, и заметил:
Это потеря для всех вас и нашего движения и мира ... Все мы были невероятно тронуты и невероятно опечалены ... Это то, что затрагивает всех нас, повсюду
Шейн Виндмайер, исполнительный директор Campus Pride, заметил на службе:
Такие дни, как этот, которые причиняют нам столько боли ... Это трагическое напоминание о нашем индивидуальном долге делать больше в старании улучшать и спасать жизни
Многие отметили, что то, что случилось с Брокингтоном, является примером опасной модели вредоносного поведения по отношению к трансгендерной молодежи, которая часто сталкивается с непропорционально большим количеством издевательств, преследований, дискриминации и насилия. Джош Берфорд, помощник директора по сексуальному и гендерному разнообразию в UNC Charlotte, который работал с Брокингтоном на выставке в музее Левина, сказал прессе:
То, что случилось с Блейком, является частью системной проблемы, особенно для цветных транс-студентов. Он ушёл. Он не сдался ... Он стал жертвой того, что каждый день происходит с этими детьми
Также поминальные службы проводились в таких городах, как Миннеаполис, Вашингтон, округ Колумбия, и дополнительная служба в Шарлотте.
В 2018 году проект ЛГБТК-сообщества был официально назван «King-Henry-Brockington Community archive».